# ニコラ・ヴァプツァロフ海軍兵学校

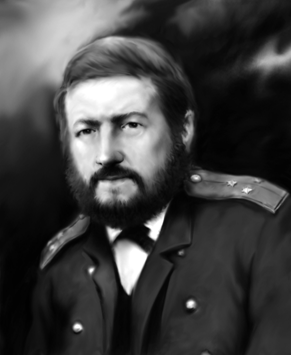
ブルガリア海軍初の司令官であり、海事学校の創設者である中尉司令官アレクサンダー・コンケビッチ

ニコラ・ヴァプツァロフ海軍兵学校 （ブルガリア語: Висше Военноморско Училище "Никола Йонков Вапцаров", ВВМУ、英語: Nikola Vaptsarov Naval Academy, NVNA）は、ブルガリアの海軍兵学校・海事教育機関・大学。
ブルガリア共和国で最も古い技術教育機関であり、その歴史と成果により、海軍教育と商船教育の双方において国内で最も権威ある海事教育機関である。ブルガリア公国戦争省の1881年1月16日の指令第7条に従ってルセ市に「海事学校（Морско училище）」として置かれ、同月9日に設立が発表された。

同校の創設者でありブルガリア海軍艦隊提督であったアレクサンダー・エゴロビッチ・コンケヴィッチ中尉の名を冠する。

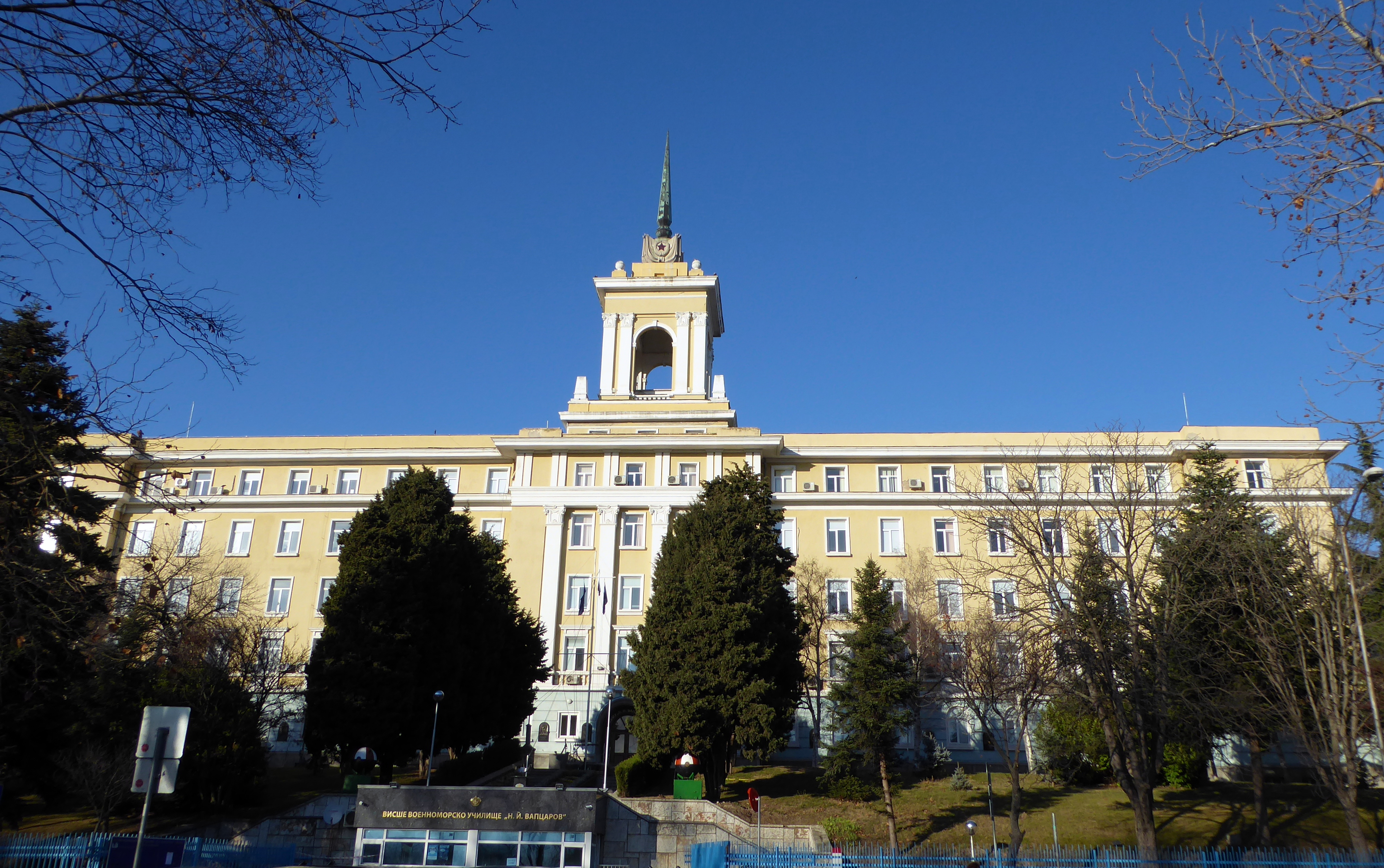
VVMUヴァルナ。

## 歴史

### 黎明期（1881年 - 1919年）
海事学校は、ブルガリア公国海軍のために機械工と機関助手を訓練する任務を担った。1883年以降は公式文書ではこの学校を「機械学校」、「技術学校」、「機械学級」と呼んでいたが、その役目は変わらず艦隊と海軍の技術専門家を育成し続けた。1885年には、学校の卒業生はセルビア・ブルガリア戦争で戦い、そのうち2人は彼らの功績を称える賞を授与された。Georgi Zhivkov 教育大臣の教育改革の影響を受けて19世紀後半はブルガリアの教育機関の発展を担い、この過程は海事教育の多くの側面に影響を与えた。その結果、1892年に学校は再編成され、水夫、普通船員、砲兵、機関助手、機械工の仲間を訓練した「海軍兵学校」に改名された。また、同じ年に後の海軍の形成に大きな影響のあったアルマ・マータとして最初の卒業証書が授与された。

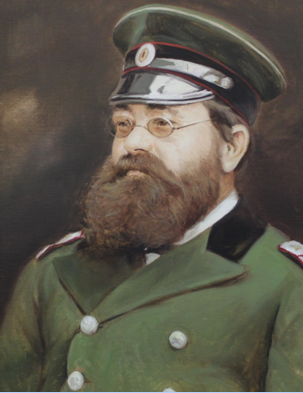
海事学校初の司令官、第2中尉Dip（Eng）Pavel Alexeevich Mashnin（1848年、Sevastopol - 1900年、Port Arthur）

1893年、参謀将校の訓練のための海軍科学で初の臨時コースがルセ市で開催された。1881年の海事学校は海軍士官学校の始まりであるだけでなく、現代のほとんどの大学の工学部や学部の原型にもなった。特筆すべきことは、1893年の臨時士官コースは、現代の航海学部、ならびに海軍戦術部、航海部隊、艦隊と港湾部隊などの部局の原型になったということである。事実 この「臨時コース」の組織づくりは、この国でナビゲーションの専門家を訓練する教育構造の、歴史的発展の始まりを表していた。
コースでは、海軍の資格を取得するためにやってきたソフィアのミリタリースクールの卒業生、ならびに何らかの理由で海外の海軍学校に入学することができなかったブルガリア人卒業生を訓練した。臨時士官コースの参加者たちはそれらに合格し、試験を受けると、海軍士官の資格を授与された。
20世紀の変わり目になると、副将校海事学校は新たな一歩を踏み出すことになる。1900年にはTodor Solarov中尉がトップとなり、機関はVarna市に移され「艦隊工科学校」へと改名された。Todor Solarov中尉は、卒業生のより徹底的な訓練の必要性を求め、その結果、1904年の国会の取り決めによってこの国で最初の技術中等学校となり、訓練の期間は6年に延長された。1906年に学校は最初の入学証明書を発行した。1910年には、帝国艦隊工科学校のために特別に設計された初めての校舎が、ヴァルナに建設された。

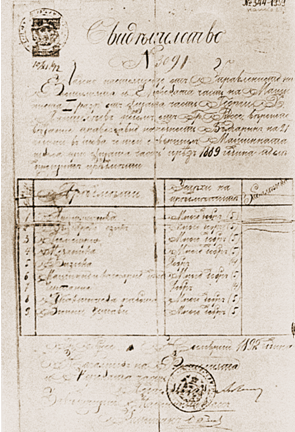
1892年、Hadzhipanteleev氏の卒業証書。海事学校の最も古い卒業証書として後世に残されている。

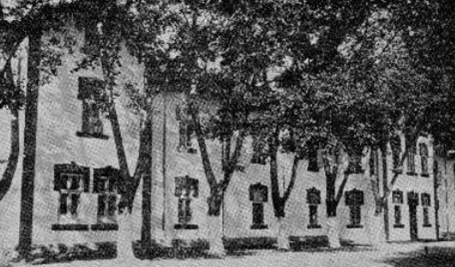
1913年 - 1916年　帝国艦隊工科学校の建物。

ルセ市に残った部隊は「Miner and Stoker School（機関助手の訓練を受けた坑夫学校）」と改名され、実技訓練を含む4年間の訓練期間と、最初の2年間の訓練では学生たちは強制的に軍事サービスをすることとして認められた。この学校は1909年に一時閉鎖されたが、1912年に艦隊の技術専門家の必要性が高まったため、海兵隊特別学校という名称のもとで再開された。これは、ヴァルナに新たに結成された「訓練部隊」と呼ばれる構造に従属したものである（後に「海事訓練部隊」に改名）。この学校は1912年に設立された。1913年に彼らは34名の士官候補生の初のクラスを受け入れた。もともと、海事特別学校は3つのユニット：鉱業と電気工学、機関助手と操縦者から構成されていた。そこに第一次世界大戦中、潜水科と無線電信科が結成され、円滑に機能しました。学校での訓練期間は4年間だった。これらは、現在の大学院研究部およびNikola Vaptsarov海軍士官学校内のProfessional Sergeant(軍曹) Collegeの原型と見なすことができる。
1912年までに、訓練部隊は特別学校だけでなく帝国艦隊の工学部も含めた。国家統一戦争（1912年 - 1918年）では、訓練部隊の卒業生が地雷敷設および地雷撤去作戦、オスマン帝国巡洋艦ハミディエに対する攻撃、 バルチク、カヴァルナおよびカリアクラでのバルチク協定でアサルト作戦に参加した。彼らは新しい海軍装備：水上飛行機と最初のブルガリアで初の潜水艦の操縦方法を取得していることを誇りにしていた。そしてまたこれはフランス語、それからドイツ語の研究が導入された期間であり、その結果、帝国艦隊工学科の卒業生の何人かは海軍士官になるために選ばれ、リボルノ （イタリア- 1914年）や、後にMarineschuleMürwik （ドイツ - 1916 - 1918年）の海軍大学での訓練に送られた。
工学部にも変化があった。1917年には海軍アルマメーター卒業生の選抜グループのための短期訓練コースの後、初の士官クラスが卒業した。1918年には、1922年まで残っていた現在のシーガーデンの現在の水族館の建物を引き受けた。国家統一戦争後、海事教育システムは別の再編成を受けた。訓練部隊は現在「海事訓練部隊」と呼ばれ、ニコラ・バプサロフ海軍士官学校の最も近代的な学部、学科および大学を起源とするすべての教育機関を担うことになった。

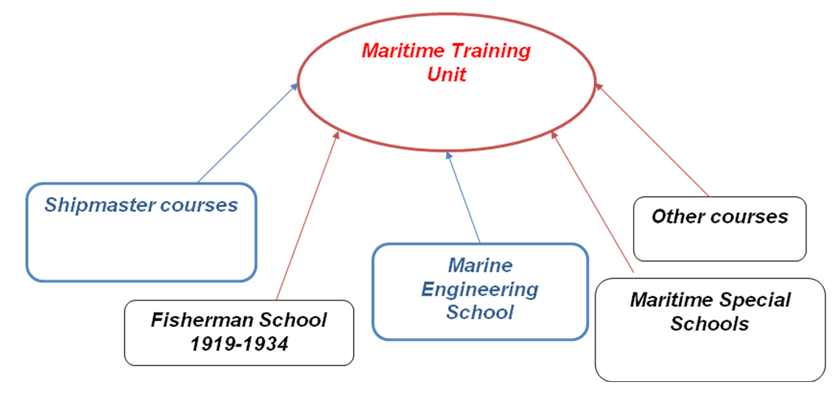
海事訓練部隊（1912年～1948年）と1927年～1931年頃のその下位組織。

### 現在の名前の確立
1919年から1920年の間、士官養成課程は順調に継続され、1920年6月1日の閣僚評議会令第6条に基づく最初の卒業生には、より高度な特殊海軍教育の修了証が発行された。サンクトペテルブルクの海上軍団のフルカリキュラム高等教育の卒業証書も先行コースの参加者に発行された。後でこの構造のカリキュラムは大幅に改良された。1925年と1928年に、蓄積された経験に基づいて、2つの造船所コースが形成された。長年の理論的および実践的な訓練の後、修了した高等専門海軍教育の卒業証書が発行され、そのうちの何人かは海上警察サービス（ブルガリア海軍がヌイイ＝シュル＝セーヌ下に存在した際の公式称号）の著名なメンバーになり、ブルガリアの商業海運会社（Navigation Maritime Bulgare LTDの前身）の「マスターマリナー」になった。
1921年の春、ヌイイ＝シュル＝セーヌの平和条約の条項に基づき、帝国海軍は解散された。しかしその1年前から、工学部はもはや戦争省に従属していなかったので、海洋工学部に改名され継続された。訓練の実際的な部分は、兵器庫、船上、電気工学教室内、電話交換所内、無線送信機室内、発電所内、鉄道基地および作業場内、駆逐艦船上、ボジュリシュテ、ペルニクの鉱山内や他の多くの場所で行われた。学校は後に鉄道・通信および港湾省に従属し、卒業生はすべての高等専門学校で勉強を続けることができた。
実際には、第一次世界大戦の終結直後、海上特殊学校の一部である操縦士学科（unit）が分離され、1934年4月1日まで存在していた漁業学科に変わった。
1929年、海洋工学科学校の地位は特別法に定められ「海事学校」と改名された。その2年後に商船部が設立され、商船の監視官の訓練を受けた。海事警察隊の士官は、ヴァルナの海事スクールで部分的に訓練され、最終的にはソフィアのミリタリースクールを卒業した。後に1923年に高等教育機関となったソフィアの大学は、士官が大学教育を受ける必要がある限り、およびヌイイ＝シュル＝セーヌ・ブルガリア条約の条件の下で、1つの軍事大学のみを持つことを認められた。
1930年に、海事特別学校が再編成され、3つの新しいユニット：電気工学、機械およびモーターが創設された。彼らのプログラム（すなわち、カリキュラム）は補完され改善された。後に海事特別学校と改名された技術者学校と鉱夫・機関助手学校は、海軍と新興ブルガリアの産業界のニーズに合わせて数百人の有資格スペシャリストを訓練しただけではなく、この国で初の教育機関だった。彼らは中級技術レベル国家公務員の根幹となった。
1934年に、海洋工学学校はソゾポルの町の近くの聖シリル島の既に閉鎖された漁師学校の建物に移された。1940年、学校はヴァルナ市のStefan Karadzha Streetの大きく印象的な建物に戻りました。同年、その卒業生たちはブルガリア王国の国境にある南ドブルジャの帰還中にバルチクでの襲撃作戦に参加した。
1942年の王立令で、海事学校は専門の高等海洋学校の地位と「帝国海軍学校」の名を受けた。1943年、海軍部隊が予備砲兵学校（ヴァルナ）に開設され、海軍予備隊の将校養成のために帝国海軍学校に設立された。
1945年から1946年までの間、この学校は「海上保安への海軍人民学校」と呼ばれ、1946年から1949年までは「人民海軍学校」と呼ばれていた。1949年に、海軍学校はそのオーナーで1926年の卒業生Nikola Vaptsarov の名前を採用し「N.Y.Vaptsarov人民海軍学校」と呼ばれるようになった。

## 現在の日々と活動
1953年、チェコとアルバニアからの士官候補生を迎え、1994年までに4大陸11カ国から141人の外国人が海軍兵学校より卒業証書を受け取った。

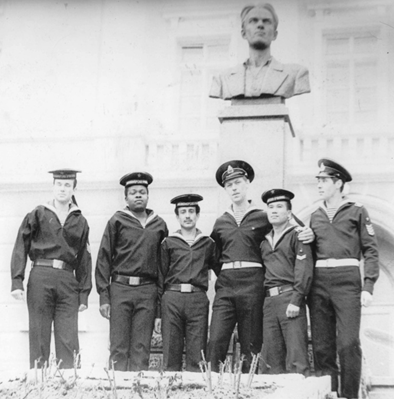
1986年頃。学校のオーナーの記念碑の前にいる外国の士官候補生。

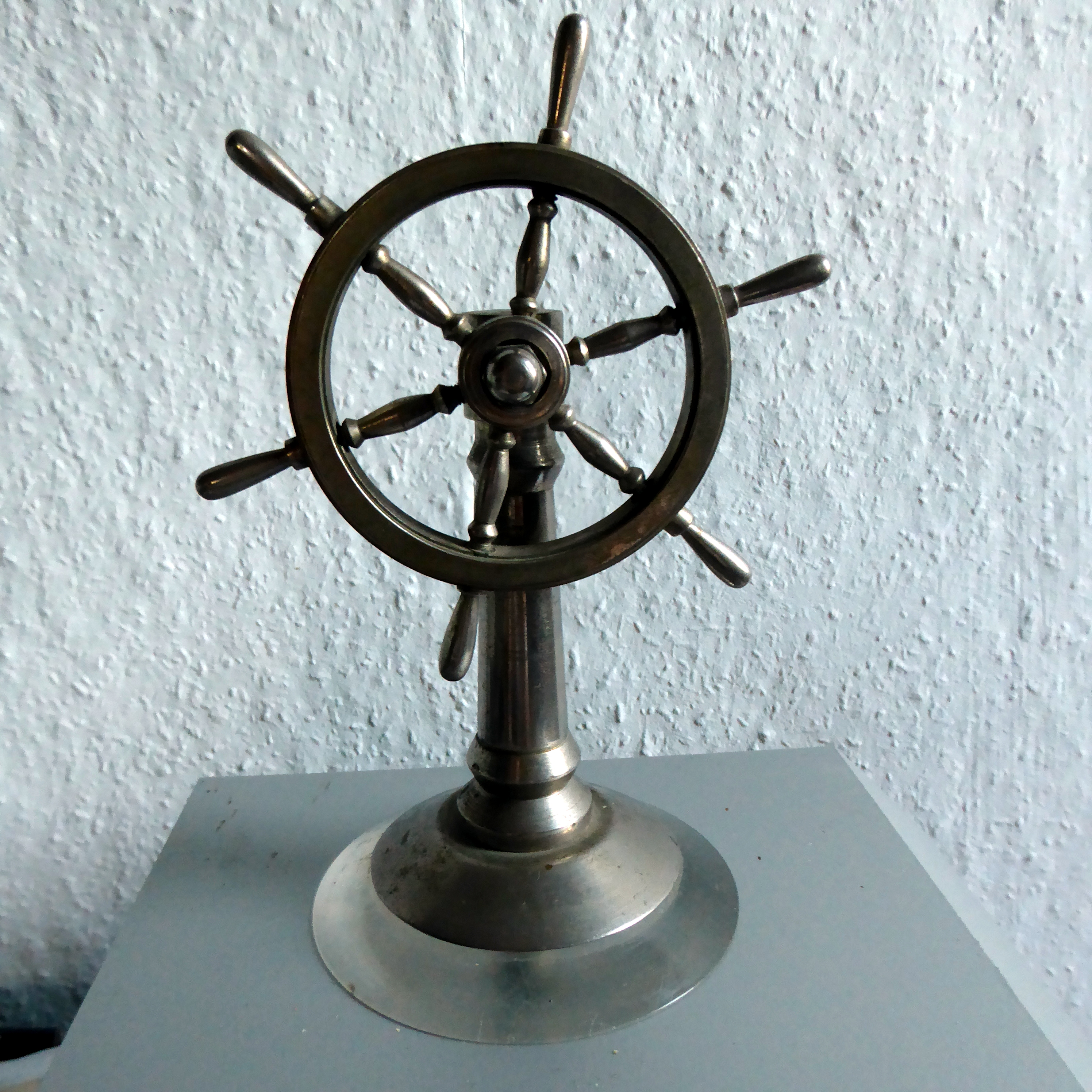
第9回セッションとなる1977年に、工業科を卒業したAtanas Totchkovに贈られた「海軍青少年のための技術的および科学創造的な活動（ブルガリア語ではТНТФМ）」における功励賞

1954年、学校は現在の建物（Vasil Drumev 通り73番地）に移転。1956年の国民議会の大統領令で、それは高等工学海事学校の地位を受け、「ニコラ・ヴァプツァロフ人民高等海軍学校」に改名された。1960年、国連への国際海事機関（IMO）に認定を受ける。
1968年に、キャンパス内の本館にフロアが追加された。1991年以降の学校の新しい名前は「Nikola Vaptsarov Naval Academy」である。2000年には、海軍士官学校がIMOのホワイトリストに登録され、STCW 78/95に準拠した海事教育および訓練の承認された教育提供者となった。2001年に、閣僚評議会への査定と認定のための国家機関の決定で、それは高等教育に関する新しい法律に従って、大学として完全な認定を受けました。2000年には、ロイズの登録から、そして2004年にはISO 9001-2000でISO 9002.4品質証明書を受けました。2007年9月、防衛大臣の要請により、そしてブルガリア共和国の教育科学大臣の命令により、ヴァルナのNikola Vaptsarov海軍士官学校への専門家専門職大学が設立された。
今日では、海兵は世界的に認められた基準に従ってブルガリア海軍・商船士官の将校を訓練し続けてる。ブルガリア海軍将校は、海上任務に備え、NATOと密接に協力し、多くの演習に参加している。日・米・英・仏・独・伊・ノルウェー・ギリシャ・イスラエル・トルコ・フィリピンなどの外資系企業では、卒業した商船士官が船長や機関科技師として働いている。
2004年以来、国際海事大学連合（International Association of Maritime Universities、IAMU） 加盟校である。海洋教育訓練（MET）戦略の策定支援、欧州地域代表、IAMU委員会会議の主催など、同校はIAMUの発展に積極的な役割を果たしている。